# لاپلیس ۴۶۲۸
سیارک ۴۶۲۸ (به انگلیسی: 4628 Laplace، نامگذاری:1986RU4) چهار هزار و ششصد و بیست و هشتمین سیارک کشف شده‌است که در ۷ سپتامبر ۱۹۸۶ کشف شد.
قدر مطلق سیارک برابر ۱۱٫۰۰ است.